# Gobierno de Raúl Leoni
El gobierno de Raúl Leoni (11 de marzo de 1964-11 de marzo de 1969), integrante del partido Acción Democrática (AD), llegó al poder tras su victoria en las elecciones de 1963, las segundas elecciones tras el retorno a la democracia, convirtiéndose Leoni en el tercer presidente adeco y encabezando el cuarto gobierno adeco de la historia. Su presidencia sucedió al segundo gobierno de Rómulo Betancourt, también de su mismo partido.
A nivel legislativo, AD contó con mayoría simple en el Congreso y estableció inicialmente una coalición con la Unión Republicana Democrática (URD) y el Frente Nacional Democrático llamada «Gobierno de Ancha Base».
A nivel judicial se llevó a cabo el juicio a Marcos Pérez Jiménez, que terminó en su condena por peculado en 1968.
Respecto a su política de seguridad y defensa, Leoni continuó el enfrentamiento comenzado por Betancourt contra las Fuerzas Armadas de Liberación Nacional (FALN), conflicto que él consideraba una guerra, y que se radicalizó durante su gobierno. En este contexto y a nivel de derechos humanos, el Estado venezolano tuvo la «experiencia en los años 60 de realizar la mayor cantidad de personas desaparecidas por fuerzas policiales o militares en el continente», según la Revista SIC.
A nivel económico se dio por finalizada la recesión. El bolívar se mantuvo estable durante todo su período y creció la economía nacional.
A nivel electoral se promulgó la Ley de partidos políticos, reuniones públicas y manifestaciones y se amplió la participación de partidos de todo el espectro ideológico en las elecciones generales de 1968: el perezjimenismo (Cruzada Cívica Nacionalista) y la izquierda política (Unión Para Avanzar), tras el juicio a Marcos Pérez Jiménez y el enfrentamiento armado con las guerrillas.
Su política de infraestructura incluyó la inauguración de la primera planta de aluminio del país, Aluminio del Caroní, el Puente de Angostura y las reconstrucciones en Caracas que siguieron al terremoto de 1967, así como la iniciación de la Represa de Guri, ocasionando por otro lado el desastre ecológico del Caño Mánamo, que traería la muerte de miles de indígenas en el delta occidental del Orinoco.
Para el final del mandato de Leoni, cerca del 85% del consumo alimentario provenía de productos nacionales.
El gobierno de Leoni incluyó por primera vez en la historia a una mujer ministra, Aura Celina Casanova, ministra de Fomento.
La política exterior de Leoni se caracterizó por la continuación de la doctrina Betancourt, firmando los acuerdos de Ginebra (1966), el tratado de Tlatelolco (1967) y de Cartagena (1969), llevando a cabo la ocupación de la isla de Anacoco, disputada y controlada hasta ese entonces por Guyana, y el enfrentamiento con Cuba tras el fallido desembarco de Machurucuto en 1967, denunciando a la isla ante la OEA.
Tras las elecciones de 1968, el partido oficialista Acción Democrática perdió la contienda por poca diferencia contra su principal opositor, Copei, entregando Leoni la banda presidencial a Rafael Caldera en un hito histórico. Por haber servido como presidente, Raúl Leoni después fue senador vitalicio hasta su muerte.

## Antecedentes

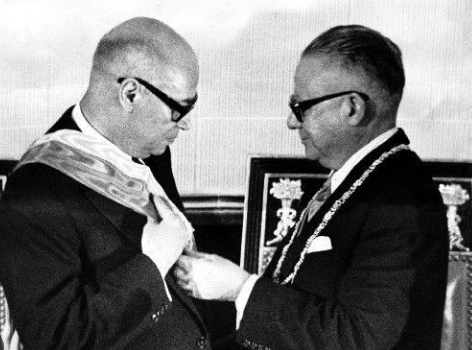
Rómulo Betancourt le entrega la banda presidencial a Raúl Leoni.

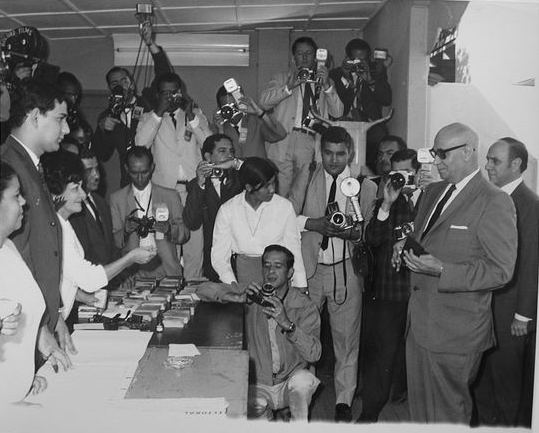
Raúl Leoni votando en 1963.

En las elecciones de 1963 Raúl Leoni antiguo aliado de Rómulo Betancourt en tiempos del dictador Juan Vicente Gómez, ganó holgadamente, aunque Betancourt no llegó a intervenir en la campaña. Rafael Caldera de COPEI quedó en segundo lugar. El fenómeno político Wolfgang Larrazábal quedó eclipsado y Jóvito Villalba en solitario llegó justo detrás de Caldera. AD seguía siendo el partido pardo por excelencia, pero Caracas estaba definitivamente perdida. 
Las elecciones se dieron con normalidad a pesar de las amenazas de las guerrillas de extrema izquierda. En campaña, Leoni prometió acabar con el sectarismo y el partidismo que caracterizó al Trienio Adeco, y a su vez prometió mano duro contra los grupos terroristas de extrema izquierda financiados por el gobierno de Fidel Castro.

## Gabinete
El gobierno de Leoni incluyó por primera vez en la historia a una mujer ministra, Aura Celina Casanova, ministra de Fomento.
| Gabinete                                  | Gabinete                     | Gabinete  |
| ----------------------------------------- | ---------------------------- | --------- |
| Organismo                                 | Autoridad                    | Período   |
| Ministerio de Relaciones Interiores       | Gonzalo Barrios              | 1964–1966 |
| Ministerio de Relaciones Interiores       | Reinaldo Leandro Mora        | 1966–1969 |
| Ministerio de Relaciones Exteriores       | Ignacio Iribarren Borges     | 1964–1969 |
| Ministerio de Finanzas                    | Andrés Germán Otero          | 1964–1965 |
| Ministerio de Finanzas                    | Eddy Morales Crespo          | 1965–1967 |
| Ministerio de Finanzas                    | Benito Raúl Losada           | 1967–1968 |
| Ministerio de Finanzas                    | Francisco Mendoza            | 1968–1969 |
| Ministerio de Defensa                     | Ramón Florencio Gómez        | 1964–1969 |
| Ministerio de Fomento                     | Manuel Egaña                 | 1964      |
| Ministerio de Fomento                     | Luis Hernández Solís         | 1964–1968 |
| Ministerio de Fomento                     | Aura Celina Casanova         | 1968–1969 |
| Ministerio de Obras Públicas              | Leopoldo Sucre Figarella     | 1964–1969 |
| Ministerio de Educación                   | José Manuel Siso Martínez    | 1964–1969 |
| Ministerio del Trabajo                    | Eloy Lares Martínez          | 1964      |
| Ministerio del Trabajo                    | Hens Silva Torres            | 1964–1967 |
| Ministerio del Trabajo                    | Simón Antoni Paván           | 1967–1968 |
| Ministerio del Trabajo                    | Raúl Valera                  | 1968–1969 |
| Ministerio de Comunicaciones              | Lorenzo Azpúrua Marturet     | 1964      |
| Ministerio de Comunicaciones              | J. J. González Gorrondona    | 1964–1966 |
| Ministerio de Comunicaciones              | Héctor Santaella             | 1966–1967 |
| Ministerio de Comunicaciones              | Juan Manuel Domínguez Chacín | 1967–1968 |
| Ministerio de Comunicaciones              | Lorenzo Azpúrua Marturet     | 1968–1969 |
| Ministerio de Agricultura                 | Alejandro Osorio             | 1964      |
| Ministerio de Agricultura                 | Juan José Palacios           | 1964–1965 |
| Ministerio de Agricultura                 | Pedro Segnini La Cruz        | 1965–1966 |
| Ministerio de Agricultura                 | Alejandro Osorio             | 1966–1969 |
| Ministerio de Sanidad y Asistencia Social | Alfredo Arreaza Guzmán       | 1964      |
| Ministerio de Sanidad y Asistencia Social | Domingo Guzmán Lander        | 1964–1967 |
| Ministerio de Sanidad y Asistencia Social | Alfonso Araujo Belloso       | 1967–1968 |
| Ministerio de Sanidad y Asistencia Social | Armando Soto Rivera          | 1968–1969 |
| Ministerio de Justicia                    | Miguel Ángel Burelli Rivas   | 1964      |
| Ministerio de Justicia                    | Ramón Escovar Salom          | 1964–1966 |
| Ministerio de Justicia                    | José S. Núñez Aristimuño     | 1966–1969 |
| Ministerio de Minas e Hidrocarburos       | Manuel Pérez Guerrero        | 1964–1967 |
| Ministerio de Minas e Hidrocarburos       | José Antonio Mayobre         | 1967–1969 |
| Secretaría del Despacho de la Presidencia | Manuel Mantilla              | 1964–1969 |

## Política nacional

### Política legislativa

Composición del Senado (1963-1968): de gris el partido Acción Democrática (AD).

El presidente Leoni gobernó con mayoría simple en el Congreso con AD.

#### Gobierno de Ancha Base

Composición de la Cámara de Diputados (1963-1968).

A inicios de su periodo se rompió el Pacto de Puntofijo con la salida de Copei liderado por Rafael Caldera, que pasó a ser líder de la oposición. Debido a esto, Raúl Leoni formó un gobierno de "Ancha Base", una nueva alianza compuesta principalmente por su partido Acción Democrática, la Unión Republicana Democrática, liderada por Jóvito Villalba, y el Frente Nacional Democrático, liderado por Arturo Uslar Pietri.
En marzo de 1966 se retiró del gobierno el FND por divergencias en la conducción de las políticas del gobierno y en abril de 1968, el URD hace lo mismo. Significando el fracaso definitivo del gobierno de "Ancha Base". Además en 1967 AD sufre una nueva división cuando Luis Beltrán Prieto Figueroa funda el Movimiento Electoral del Pueblo.

#### Suspensión de las garantías constitucionales
El 14 de diciembre de 1966 el presidente Leoni decretó la suspensión de las garantías constitucionales.

### Política judicial

#### Juicio a Marcos Pérez Jiménez
Durante el gobierno de Leoni se llevó a cabo el primer juicio a un exdictador en la historia latinoamericana, donde Marcos Pérez Jiménez tuvo derecho a su defensa y garantías a su integridad. Durante este tiempo el expresidente Pérez Jiménez estuvo detenido, por lo que fue liberado en 1968 cuando le fue dictada sentencia. Pérez Jiménez ganó escaño como senador en 1968, lo que fue invalidado por la Corte Suprema de Justicia.

#### Ley de conmutación de penas por indulto o extrañamiento del territorio nacional
El 7 de agosto de 1968 se decretó la liberación de 67 presos políticos, así como el destierro de Sáez Mérida.

### Política económica

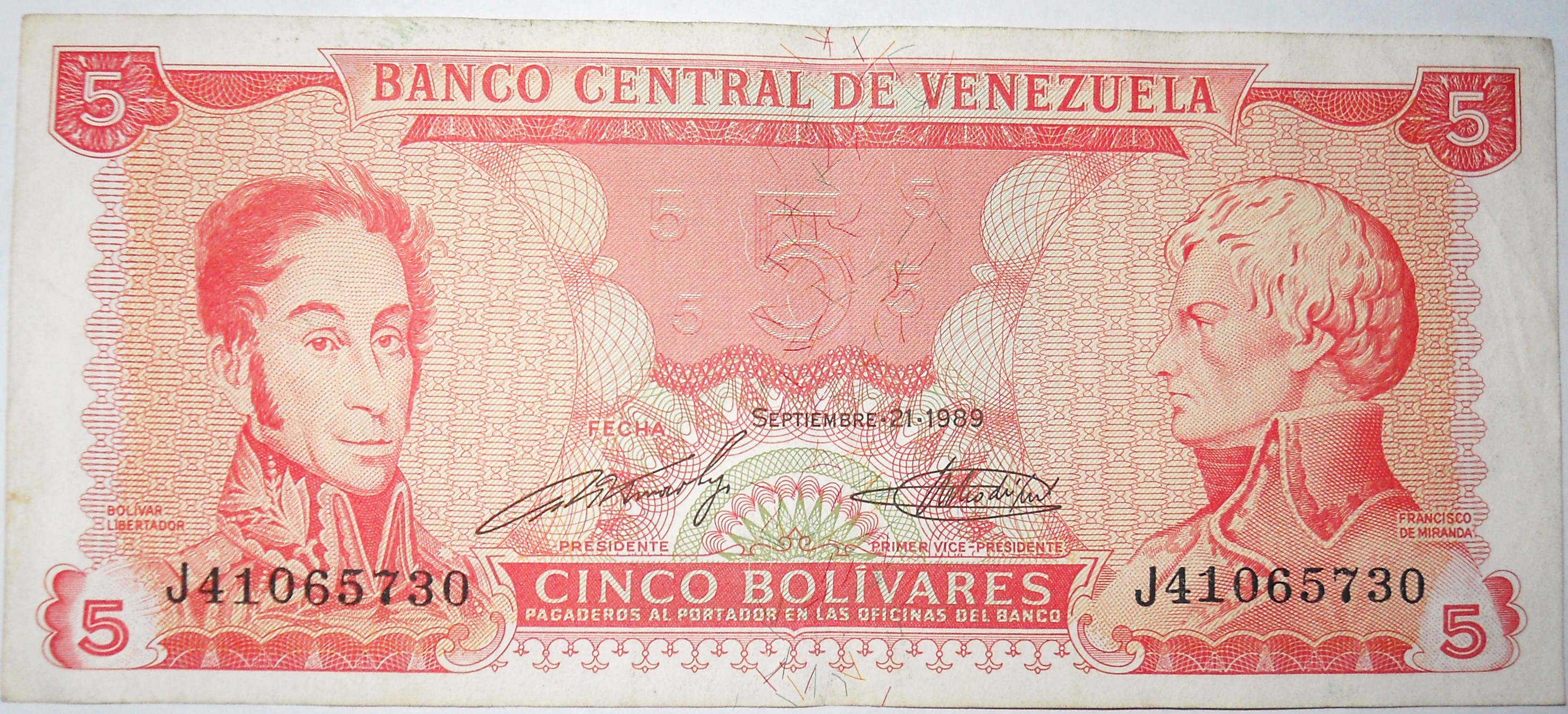
Billete de cinco bolívares. Comenzó a circular en 1968.

La moneda nacional, el bolívar, se mantuvo estable durante todo el período presidencial, con un promedio de 1,4 % de inflación, acumulando tan solo 7 % en todo el quinquenio. En 1966 el Fondo Monetario Internacional reconoció al bolívar como moneda de reserva internacional, autorizando a países como Chile y España su utilización como moneda de ahorro.[cita requerida]
El gobierno de Raúl Leoni también redujo el gasto público y se incrementaron las reservas internacionales de la nación. En 1967 se aprobó una nueva Ley de Impuesto sobre la renta.

### Política energética
Durante este período, Venezuela rompió su récord de exportación anual petrolera para ese momento, llegando a exportar un promedio de 3.600.000 barriles diarios para 1968.

### Política electoral
Se permitió la incursión política del partido perezjimenista Cruzada Cívica Nacionalista (CCN), quien inscribió al exdictador Marcos Pérez Jiménez como candidato en 1968, tras el fin de su condena por peculado. Este partido obtuvo el 10% de los votos, con 21 diputados y cuatro senadores; Pérez Jiménez ganó, pero la Corte Suprema de Justicia invalidó su victoria. A su vez, también se permitió la del proscrito Partido Comunista de Venezuela (PCV) a través de la Unión Para Avanzar (UPA).

#### Ley de partidos políticos
La Ley de partidos políticos, reuniones públicas y manifestaciones fue sancionada por el Congreso el 11 de diciembre de 1964 y decretada el día 15 de ese mes por el presidente de Venezuela, Raúl Leoni durante su gobierno. Fue publicada en la Gaceta Oficial número 27.725 del 30 de abril de 1965 y continúa vigente hasta la actualidad.

### Política en derechos humanos
En el marco de la lucha guerrillera se producen una serie de detenciones de insurgentes, civiles y políticos acusadas de colaborar con ellos. Se denunció que existió retardo procesal y cambios en el código penal para aumentar las penas por los delitos de sedición. Mientras que varios medios de comunicación fueron censurados como el periódico El Clarín, el diario La Extra, la revista Venezuela Gráfica y algunos medios vinculados con la Cadena Capriles.

#### Desapariciones forzadas
Según la Revista SIC, Venezuela tuvo la «experiencia en los años 60 de realizar la mayor cantidad de personas desaparecidas por fuerzas policiales o militares en el continente».
Durante el gobierno de Raúl Leoni, el grupo parlamentario Vanguardia Popular Nacionalista (VPN) realizaría denuncias en el Congreso Nacional sobre desapariciones y ejecuciones extrajudiciales en el contexto de la lucha armada contra la guerrilla. Dentro del grupo se encontraban los diputados José Vicente Rangel, Luis Miquilena y José Herrera Oropeza; los cuales realizaron denuncias de centros de detención clandestinos a donde eran trasladados las personas para ser sometidos a torturas, asesinatos y posteriormente ocultar sus restos.

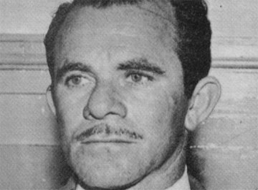
Alberto Lovera, secretario general del Partido Comunista (PCV) fue desaparecido y asesinado en 1965.

Uno de los casos más destacados fue el del profesor Alberto Lovera quien fue secuestrado en plena vía pública. Posteriormente fue torturado, falleció debido a esta, y su cuerpo fue arrojado al mar con unas cadenas. Sin embargo, pocos días después apareció en las costas de la ciudad de Lechería. Tras el asesinato de Lovera y las denuncias de desapariciones y otras violaciones a los derechos humanos, la cámara designó una comisión para investigar los hechos. Además, el fiscal de la república fomentó una investigación sobre estas acusaciones.
Durante las investigaciones llevadas en el Congreso también se trató las desapariciones y supuestas ejecuciones del sociólogo Víctor Soto Rojas y de Humberto Barrios.Según autores, en una versión se afirmó que supuestamente Soto Rojas fue lanzado desde un helicóptero en la zona El Bachiller del estado Miranda, su cuerpo nunca fue encontrado.
Años después el diputado y periodista José Vicente Rangel en su libro Expediente Negro, denunció que durante el gobierno de Raúl Leoni existieron cerca de 300 desaparecidos en el contexto de la lucha contra las Fuerzas Armadas de Liberación Nacional.   Algunos otros ejemplos incluyen a José Camilo Mendoza, Julio César Farías Mejías, Augusto Hidalgo, Bartolomé Vielma, Guillermo Lapp, Ibrahim Villasmil, Jesús Pérez, Aníbal Morales Boada, José del Carmen Chávez, Francisco Lozada, Isabel Acosta Riva, Luis Rafael Tineo Gamboa, César Burguillos, Donato Carmona, Juan Mollejas, Ramón Pasquier, Víctor Tirado y Felipe Malaver, entre otros.
El 29 de agosto de 1965, el Consejo Directivo General de la Amnistía, conformado por varias organizaciones sindicales y gremiales, se reúne en la Casa del Periodista en Caracas y aprueba un informe de la violencia en el país. El informe concluía que el gobierno había violado derechos humanos, conociendo casos de desapariciones.

#### Muertes bajo custodia del Estado

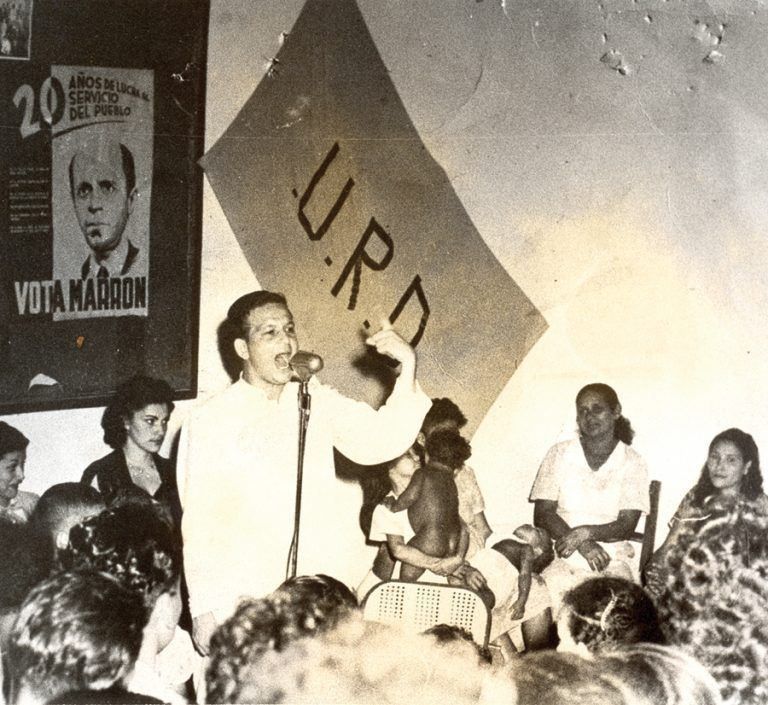
El exdiputado Fabricio Ojeda murió encarcelado en 1966. El gobierno declaró que fue un suicidio.

Por otra parte, varios políticos y activistas mostraron preocupación por casos de detenidos involucrados con grupos insurgentes que murieron en extrañas circunstancias mientras estaban bajo custodia. En 1965 apareció en el diario La Esfera la noticia del presunto ahorcamiento del artista Juan Pedro Rojas Mollejas en el teatro de operaciones de Cachipo.  En octubre de 1966 fue arrestado el guerrillero Fabricio Ojeda junto con ocho personas por el Servicio de Información de la Fuerza Armada (SIFA). Tres días después fue anunciado por las autoridades que se habría ahorcado en su celda, aunque esta versión fue cuestionada por activistas y organizaciones de izquierda. Un año después ocurre el desembarco de Machurucuto realizado por un grupo de guerrilleros venezolanos y miembros del ejército de Cuba. La situación fue controlada por las autoridades venezolanas provocando dos muertos y la captura de dos cubanos. Uno de los detenidos, Pedro Cabrera Torres, presuntamente se ahorcó en su celda de detención en el SIFA.

### Política en alimentación
Durante el gobierno de Leoni la producción de arroz en el país aumentó un 107% y la del maíz lo hizo en un 39,5%. Hacia el final de su mandato, cerca del 85% del consumo alimentario de la nación provenía de la propia Venezuela.

### Política educativa
Durante el gobierno de Leoni se realizaron dos allanamientos a la Universidad Central de Venezuela (UCV): el 15 de mayo de 1964 y el 14 de diciembre de 1966.

### Política de infraestructura

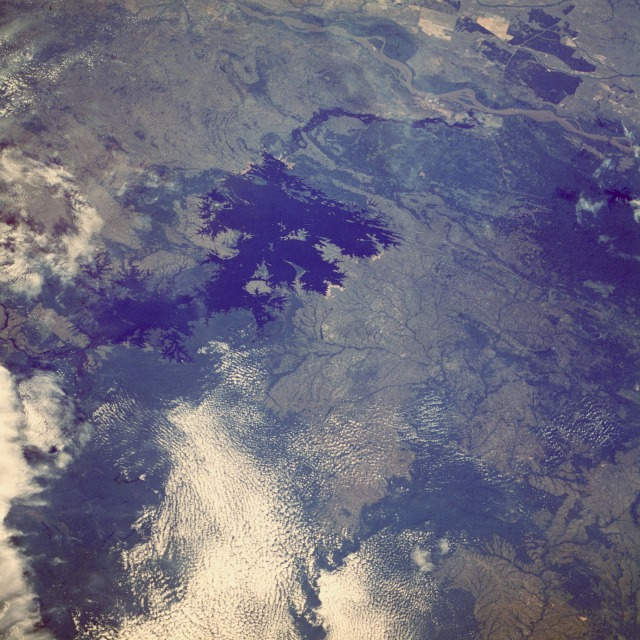
Represa del Guri vista desde el espacio.

Durante la presidencia de Raúl Leoni la red vial pasó de 28.198 km, en 1963, a 37.511 km en 1968.
Se inició la Represa del Guri, una central eléctrica con una capacidad instalada combinada de 1750 megavatios (MW) que creó un embalse que es el cuerpo de agua dulce más grande de Venezuela y uno de los más grandes lagos de aguas negras jamás creados.
El 14 de octubre de 1967 se inauguró Aluminio del Caroní (Alcasa) al inaugurarse la primera etapa de la Línea I de reducción. Fue la primera planta de aluminio de Guayana. En 1967 se inaugura el Puente Internacional José Antonio Páez y el Puente de Angostura. El 9 de febrero de 1968 se inauguró la Plaza de toros Monumental de Valencia. Aparte de eso, el presidente Raúl Leoni tuvo que hacer frente a la reconstrucción del Distrito Capital luego del Terremoto de Caracas de 1967.

### Política laboral
Durante el gobierno de Leoni se fortaleció la Confederación de Trabajadores de Venezuela (CTV), la mayor central sindical del país y se modificó la ley del Seguro Social.[cita requerida] En 1966 se creó el Banco de los Trabajadores y se fijó por primera vez una tasa de salario mínimo.

### Política medioambiental

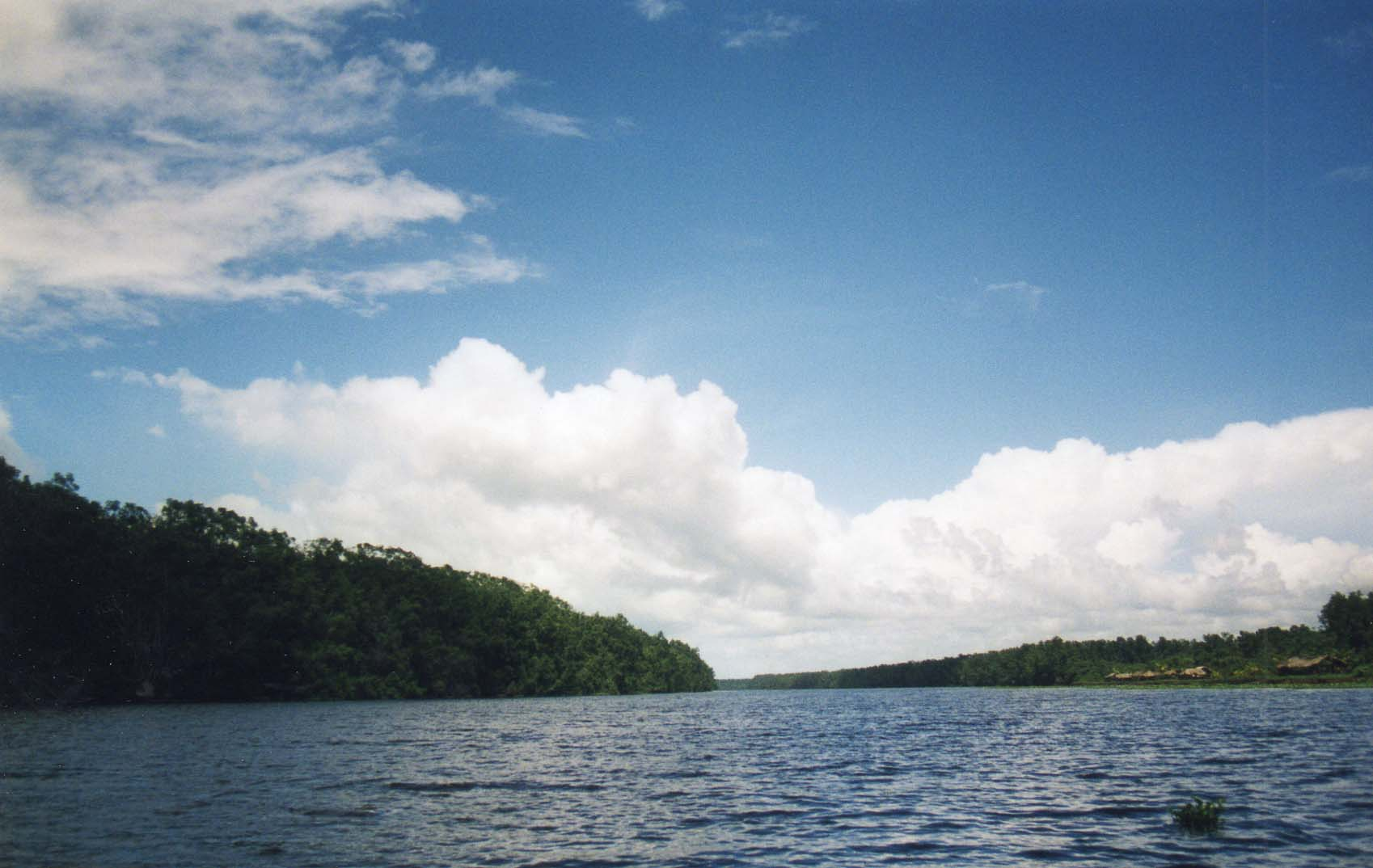
Caño Mánamo.

En 1967 se cerró el Caño Mánamo para hacer una obra de infraestructura de la Corporación Venezolana de Guayana (CVG). Según Monsonyi y Jackson (1990) esto «trajo la total destrucción ecológica del delta Occidental: el empozamiento y salinización de las aguas; la merma de la flora y fauna locales; la desintegración de muchas comunidades agrícolas (criollas e indígenas)», así como «la muerte por hambre, sed y enfermedades de millares (posiblemente unos 3.000) indígenas warao».

### Política cultural
Se le asignó a Mariano Picón Salas la tarea de crear el Instituto de Cultura y Bellas Artes (INCIBA), un órgano aparte del Ministerio de Educación, proyecto que terminó, pero no pudo dirigir por su muerte. En 1966 se creó la Cinemateca Nacional.

## Política exterior
Con Raúl Leoni se mantuvo la política exterior planteada por Rómulo Betancourt en la llamada Doctrina Betancourt. En 1966 Venezuela ingresó a la Asociación Latinoamericana de Libre Comercio (ALALC) y Raúl Leoni firmó el Acuerdo de Cartagena, precursor de la Comunidad Andina, un bloque comercial en Bogotá entre Venezuela, Chile, Colombia, Perú y Ecuador.

### Acuerdo de Ginebra
El 17 de febrero de 1966 el gobierno de Venezuela por una parte, y el de Reino Unido junto con su colonia de Guyana Británica firman el Acuerdo para resolver la controversia entre Venezuela y el Reino Unido de Gran Bretaña e Irlanda del Norte sobre la frontera entre Venezuela y la Guayana Británica, conocido como Acuerdo de Ginebra.

### Crisis de Anacoco

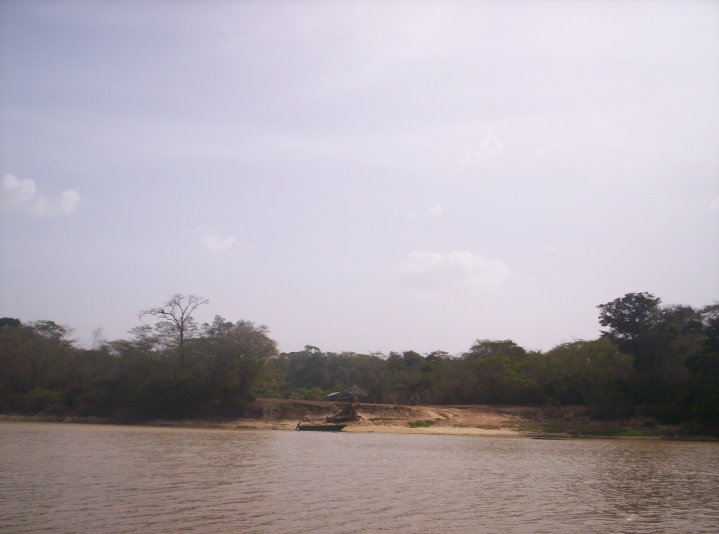
Isla de Anacoco.

El 12 de octubre de 1966 tropas venezolanas ocuparon la Isla de Anacoco y las otras islas circundantes, en una región en disputa con Guyana. Personal militar y civil se instaló creando un guarnición militar e iniciando la construcción de una pista de aterrizaje, una oficina postal, una escuela, puestos militares y policiales. Esto dio origen a la crisis de Anacoco, que casi terminó con un conflicto armado, sin embargo, esto no pasó más allá de un conflicto diplomático.

### Tratado de Tlatelolco
El Tratado para la Proscripción de Armas Nucleares en América Latina y el Caribe —más conocido como Tratado de Tlatelolco— es un tratado internacional que establece la desnuclearización del territorio de América Latina y el Caribe de los países signatarios. Fue propuesto por el presidente de México, Adolfo López Mateos, e impulsado por los diplomáticos mexicanos Alfonso García Robles, Ismael Moreno Pino y Jorge Castañeda como respuesta al temor generado por la crisis de los misiles de Cuba (1962). Por sus esfuerzos en favor de la reducción de armas nucleares, García Robles obtuvo el Premio Nobel de la Paz en 1982.

### Acuerdo de Cartagena
El Acuerdo de Cartagena es un instrumento jurídico internacional firmado en Cartagena de Indias (Colombia) el 26 de mayo de 1969, por el cual se crea la Comunidad Andina.
1. Promover el desarrollo equilibrado y armónico de los Países Miembros (Bolivia, Colombia, Ecuador y Perú)
2. Acelerar su crecimiento y la generación de ocupación.
3. Facilitar su participación en el proceso de integración regional, con miras a la formación gradual de un mercado común latinoamericano.
4. Disminuir la vulnerabilidad externa y mejorar la posición de los Países Miembros en el contexto económico internacional.
5. Fortalecer la solidaridad subregional y reducir las diferencias de desarrollo existentes entre los Países Miembros.

## Elecciones de 1968

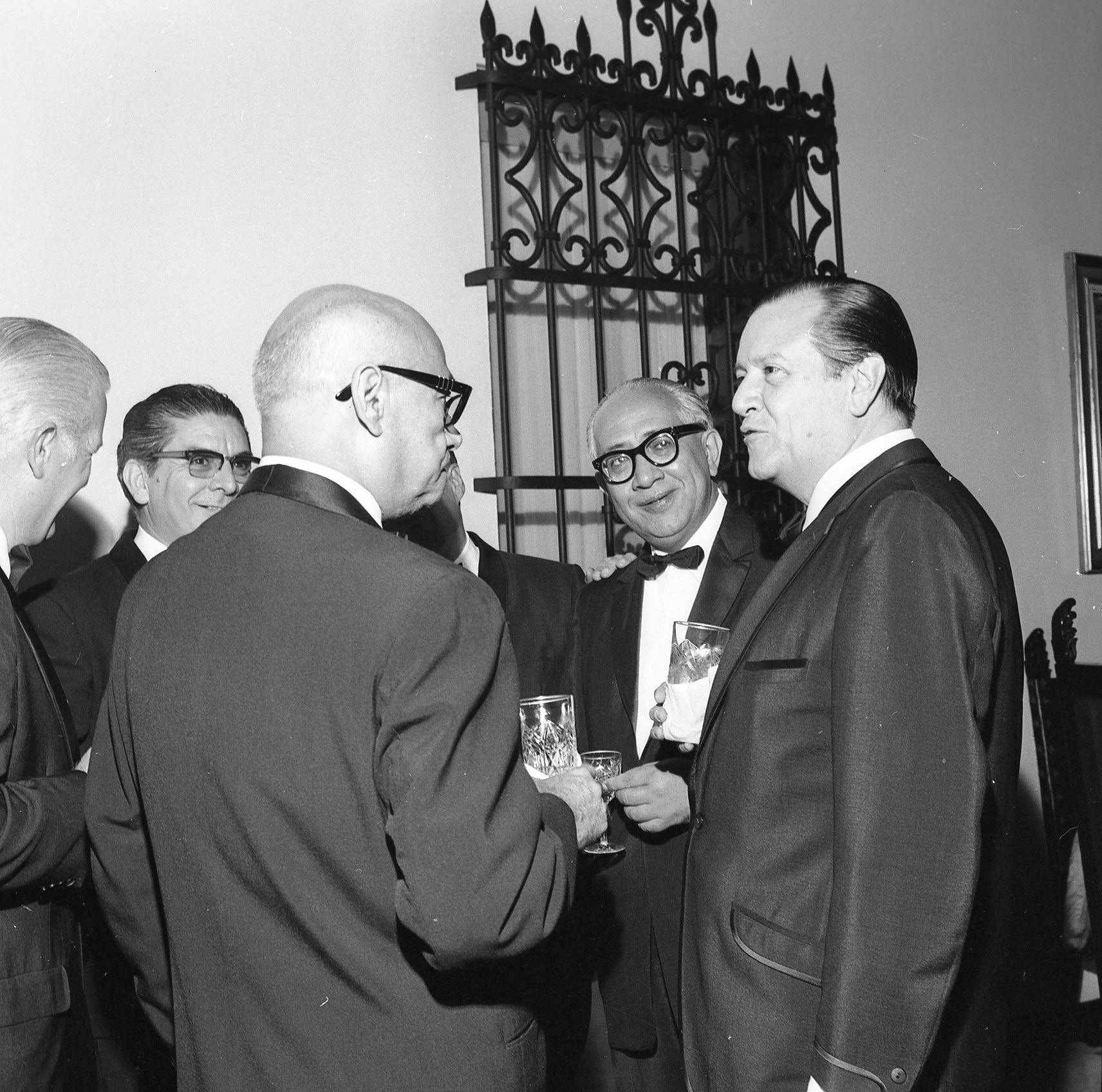
De izquierda a derecha: Raúl Leoni de espaldas, Ramón J. Velásquez y el presidente electo Rafael Caldera en marzo de 1969.

Raúl Leoni transfirió el poder al líder de la oposición Rafael Caldera, quien ganó con sólo 27.000 votos de diferencia contra el candidato de Acción Democrática. Ese traspaso instituyó definitivamente la alternancia de poder entre los partidos importantes hasta fines del siglo XX en Venezuela y la primera vez que se daba de forma pacífica.

## Oposición

### Guerrillas
Durante la presidencia de Leoni se intensificó el conflicto con el movimiento guerrillero de izquierda Fuerzas Armadas de Liberación Nacional (FALN), el Partido Comunista de Venezuela (PCV) y el Movimiento de Izquierda Revolucionaria (MIR), quienes mantuvieron su lucha paramilitar. El historiador Tomás Straka describe que el movimiento guerrillero venezolano fue sofocado con mayor rapidez que ningún otro en la región para ese entonces.
Los guerrilleros comunistas no tenían ningún tipo de apoyo rural. A diferencia de las guerrillas en varias partes del mundo, no tenían apoyo rural digno de mención y como tales no controlaban pueblos y vivían al día. Sabían que no eran rival para el ejército y evitaban los enfrentamientos. Fidel Castro esperaba que Venezuela fuera el segundo acto de la revolución latinoamericana y trató de abastecer a las guerrillas venezolanas. Esto estaba en consonancia con la teoría de lo que podría llamarse la "revolución agraria permanente", que el intelectual francés Régis Debray había expresado en el libro de amplia circulación Revolución dentro de la Revolución y Ernesto "Che" Guevara había tratado de realizar primero en África y luego, fatalmente para él, en Bolivia. 
Fidel Castro envió a un oficial de confianza, Arnaldo Ochoa Sánchez, a evaluar a la guerrilla venezolana. Ochoa con el comandante guerrillero venezolano Luben Petkoff, tomó un bote a las costas de Falcón, Venezuela, una de sus expediciones más secretas llamada "Operación Simón Bolívar" el 18 de julio de 1966. Junto con otros 15 miembros del ejército cubano fueron a las montañas de Coro Sierra para fortalecer a los guerrilleros Douglas Bravo que luchaban contra las tropas gubernamentales que terminaron en una gran pérdida estratégica con un alto costo humano.
Raúl Leoni le dijo al escritor Miguel Otero Silva en una entrevista:

No niego que haya habido muertos y heridos. En la lucha que llevan a cabo las fuerzas armadas contra la subversión comunista, contra una guerra declarada por guerrillas urbanas y rurales, se ha creado una situación muy cercana a la guerra civil. Y en toda guerra, en todo choque entre bandos armados se producen inevitablemente bajas: muertos, heridos y prisioneros. Los muertos se entierran. En cuanto a los heridos y prisioneros, son  trasladados a centros de reclusión bajo el amparo y la protección de la República y de unas autoridades que han recibido órdenes terminantes de respetar los derechos humanos. Como presidente de la República, a través del Ministerio de la Defensa, giré instrucciones muy claras y precisas a los comandos militares para que trataran a los prisioneros heridos de acuerdo
con los principios democráticos de mi gobierno, que se basan esencialmente en el respeto a la dignidad del hombre.

#### Desembarco de Machurucuto

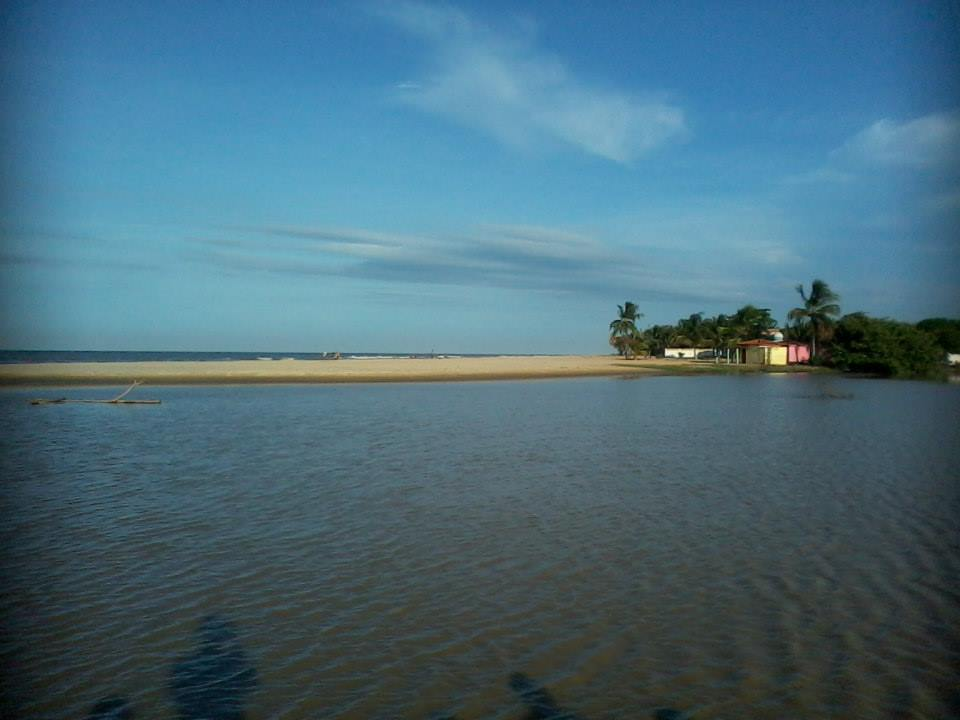
Playa de Machurucuto.

El 10 de mayo de 1967, ocurrió la invasión de Machurucuto, Estado Miranda, con 12 revolucionarios cubanos y venezolanos que intentaron ayudar a las guerrillas venezolanas en los Andes venezolanos con el objetivo de derrocar al gobierno democrático de Raúl Leoni. Poco después, Leoni suspendió las garantías constitucionales y en conferencia de prensa, denunció la agresión cubana contra Venezuela y mostró a dos cubanos capturados: Manuel Gil Castellanos y Pedro Cabrera Torres. Cuba fue denunciada por Venezuela ante la Organización de los Estados Americanos (OEA). El Comité Central del Partido Comunista de Cuba se declaró responsable del desembarco. La investigación del AK 47 en posesión de los guerrilleros tenía números de serie que coincidían con armas vendidas por la República Checa a Cuba. Esto formó parte de una campaña de desestabilización guerrillera al gobierno de Leoni que trajo como resultado estallidos de violencia que generaron gran cantidad de pérdidas humanas. Hacia el final de su mandato, el presidente Raúl Leoni se refirió al tema en una entrevista: 
No niego inclusive que, en la aplicación de medidas de defensa colectiva, alguna autoridad, y en muy contada ocasión, haya incurrido en exceso de celo durante la realización de tareas que le habían sido encomendadas. Capturar a un individuo armado y con antecedentes de peligroso homicida no es lo mismo que detener a un ciudadano cualquiera. Pero ese exceso, estoy seguro de ello, nunca puede haber llegado al atentado contra la integridad física de los detenidos en forma de torturas, ni mucho menos al fusilamiento. Me resisto a creer que semejantes actos puedan haber ocurrido durante mi gobierno y, en el caso de que hubieran ocurrido, nada podrá impedir la acción reparadora de los tribunales de justicia.
El gobierno de Venezuela decidió no entrar en guerra con Cuba, continuando la ruptura de relaciones diplomáticas hasta el final de su gobierno. Eso terminó efectivamente con la intervención de Cuba en los asuntos venezolanos. Para entonces, los izquierdistas venezolanos habían renunciado a la violencia y buscaban la legalización, pero Raúl Leoni no la ofreció. Más tarde, Arnaldo Ochoa Sánchez fue juzgado y ejecutado por Fidel Castro por un cargo poco probable de narcotráfico en 1989 en la causa número 1.